# Forno (Massa)
Forno è una frazione del comune di Massa.

## Geografia
Forno è situata nella valle del fiume Frigido, alle pendici delle Alpi Apuane, a 7,3 km a nord-est dal centro di Massa.

## Storia
Il 13 giugno 1944, il paese fu teatro dell'eccidio nazifascista, avvenuto in seguito alla riconquista repubblichina, che solo quattro giorni prima fu occupata da formazioni partigiane di "Tito" e proclamata Repubblica Libera di Forno. Le SS tedesche unitamente a reparti della Xª MAS si distinsero per crudeltà e accanimento, torturando i prigionieri (partigiani e civili) e prendendo parte alla fucilazione di 68 persone. Tra i fucilati figura anche il Maresciallo ordinario dei Carabinieri della locale stazione, Ciro Siciliano, Medaglia d'oro al valore civile,  accusato di collaborazionismo con le bande Partigiane.

## Monumenti e luoghi d'interesse
- Chiesa di San Pietro Apostolo
- Ponte dell'Indugio
- Filanda di Forno ex Cotonificio ligure.

## Infrastrutture e trasporti
Il collegamento con Massa è assicurato dalla locale strada denominata via Tambura, servita da autocorse in servizio pubblico svolte dalla società CTT Nord.
Dal 1895 al 1935 la frazione era inoltre servita dalla tranvia di Massa, una linea a scartamento metrico con trazione a vapore che movimentava le merci ed i passeggeri lungo la vallata del fiume Frigido, dalla località Forni fino all'abitato di Marina di Massa, passando per il centro cittadino. Da quest'ultimo aveva origine una breve diramazione di collegamento con la stazione ferroviaria.